# Min skatt är i himlen
Min skatt är i himlen är en från engelska översatt sång My rest is in heaven, my rest is not here av Henry Francis Lyte (diktade verserna, 1833). Den svenska översättningen har okänd översättare, men körtexten diktade Joël Blomqvist och lade till 1877. Musiken skrevs 1877 av George Frederick Root.

## Publicerad i
- Musik till Frälsningsarméns sångbok 1907 som nr 187.
- Frälsningsarméns sångbok 1929 som nr 320 under rubriken "Jubel, erfarenhet och vittnesbörd".
- Frälsningsarméns sångbok 1943 som nr 350 under rubriken "Jubel".
- Frälsningsarméns sångbok 1968 som nr 408  under rubriken "Erfarenhet och vittnesbörd".
- Frälsningsarméns sångbok 1990 som nr 578 under rubriken "Erfarenhet och vittnesbörd".